# Škoda Octavia (с 1996 года)
Škoda Octavia — автомобиль размерного класса C, производимый чешской компанией Škoda Auto a.s. Название современной модели (четыре поколения, начиная с 1996 года) было позаимствовано у предшественника, производимого в 1959—1971 годах. Выпускается с кузовами лифтбек и универсал, с передним поперечным расположением бензиновых или дизельных двигателей, приводом на передние или на все четыре колеса (4х4). На данный момент (2019 год) Octavia является самой быстрой моделью Škoda за всю историю, произведено более 7 миллионов единиц всех поколений.
Третье поколение доступно на разных рынках в широком спектре модификаций, включая спортивную версию Octavia RS, полноприводную Octavia 4x4, её вариант с кузовом универсал и увеличенным дорожным просветом Octavia Scout, «особо экономичную» Octavia GreenLine, работающую на сжатом природном газе Octavia G-TEC. В ноябре 2019 года дебютировало четвёртое поколение.

## Первое поколение (Тип 1U; 1996—2010)
Дебютное поколение современной «Октавии» стало первой «Шкодой» созданной на всефольксвагеновской платформе, в данном случае — A4 (PQ34). Главный дизайнер — Дирк ван Брекель, при участии Люка Донкервольке. Модель с кузовом лифтбэк начала выпускаться с 3 сентября 1996 года на прошедшем модернизацию заводе Škoda в Млада-Болеславе (Чешская Республика). В открытии принимал участие президент страны Вацлав Гавел. В дальнейшем производство разной степени локализации было также развёрнуто в Индии (на заводе Škoda Auto India), в России (на заводе Volkswagen в Калуге), в Украине (на заводе «Еврокар»), в Казахстане (на заводе Азия Авто).
Универсал под названием Octavia Combi был официально представлен в феврале 1998 года. Через год была запущена в серию его полноприводная версия, а с 2001 года — полный привод стал доступен и для лифтбэка. В варианте 4х4 задняя ось подключалась при помощи муфты Haldex, при признаках начала пробуксовки колёс передней оси.
В 2000-м был проведён фейслифтинг. Изменились передняя и задняя светотехника, бамперы, дизайн интерьера. В том же году представлено топовое исполнение под названием Laurin & Klement и лифтбэк RS с 1,8-литровым двигателем мощностью 180 л. с., спортивными настройками подвески, усиленным кузовом. В 2002 году модификация RS стала доступна и для универсала. С 2004-го модель стала продаваться в некоторых странах, как Octavia Tour, в связи с тем, что с 2004 года появилась новая модель на платформе A5 (PQ35) с названием Octavia.
Первое поколение комплектовалось 4-цилиндровыми бензиновыми и дизельными двигателями, атмосферными и с турбонаддувом, 5- или 6-ступенчатами механическими коробками передач, либо 4- или 5-ступенчатыми автоматическими КПП, передним или полным приводом. Большое внимание было уделено безопасности, так «Октавия» стала первой «Шкодой», у которой помимо фронтальных подушек безопасности начали устанавливать и боковые.
Последняя модернизация состоялась в 2009 году. А официально производство было завершено 10 ноября 2010-го. В общей сложности выпущено более 1,44 млн экземпляров.

### В России
Производство в России стартовало 28 ноября 2007 в технопарке «Грабцево» (город Калуга) на новом заводе компании Volkswagen Group. Модель первого поколения выпускалась под названием Octavia Tour, она была представлена только с кузовом лифтбек и собиралась методом крупноузловой сборки (SKD), на окрашенные и укомплектованные кузова устанавливали двигатели, подвеску, навесные кузовные элементы и другие детали. Первоначальные варианты предлагавшихся двигателей — только бензиновые 1.4 MPI, 1.6 MPI или 1.8 Turbo. Коробка передач — механическая или автоматическая. На «Октавии» российского производства устанавливают усиленную подвеску и аккумуляторы увеличенной ёмкости (также и для моделей второго и третьего поколений). Запуск производства в России позволил снизить розничные цены на разные версии модели на начало 2008 года на 19-34 тысяч рублей (до уровня 399—589 тысяч рублей).

### Безопасность
Автомобиль прошел тест Euro NCAP в 2001 году:
| Euro NCAP                                                      | Euro NCAP | Euro NCAP | Euro NCAP |
| -------------------------------------------------------------- | --------- | --------- | --------- |
| Рейтинги                                                       | Пассажир  |           | 25        |
| Рейтинги                                                       | Пешеход   |           | 14        |
| Протестированная модель: Škoda Octavia 1,9 TDi Ambiente (2001) |           |           |           |

### Двигатели
Модель первого поколения комплектовалась только 4-цилиндровыми двигателями, которые также использовались и в других автомобилях Volkswagen Group.
| Название     | Объём, см³ | Газораспределительный механизм | Мощность при об/мин | Крутящий момент при об/мин | Код двигателя   | Период выпуска |
| Бензиновые   | Бензиновые | Бензиновые                     | Бензиновые          | Бензиновые                 | Бензиновые      | Бензиновые     |
| ------------ | ---------- | ------------------------------ | ------------------- | -------------------------- | --------------- | -------------- |
| 1.4 8v       | 1397       | OHV                            | 60 л.с. при 4500    | 120 Нм при 2500            | AMD             | 1999-2001      |
| 1.4 16v      | 1390       | DOHC                           | 75 л. с. при 5000   | 126 Нм при 3800            | AXP/BCA         | 2000-2005      |
| 1.6 8v       | 1598       | SOHC                           | 75 л. с. при 4800   | 135 Нм при 2800-3600       | AEE             | 1996-2000      |
| 1.6 8v       | 1595       | SOHC                           | 100 л. с. при 5600  | 145 Нм при 3800            | AEH/AKL         | 1998-2005      |
| 1.6 8v       | 1595       | SOHC                           | 102 л. с. при 5600  | 148 Нм при 3800            | AVU/BFQ         | 2000-2005      |
| 1.8 20v      | 1781       | DOHC                           | 125 л. с. при 6000  | 170 Нм при 4200            | AGN             | 1996-1999      |
| 1.8 20v T    | 1781       | DOHC                           | 150 л. с. при 5700  | 210 Нм при 1750-4600       | AGU/ARZ/ARX/AUM | 1998-2010      |
| 1.8 20v T    | 1781       | DOHC                           | 193 л. с. при 5300  | 276 Нм при 5020            |                 |                |
| 1.8 20v T RS | 1781       | DOHC                           | 180 л. с. при 5500  | 235 Нм при 1950-5000       | AUQ             | 2001-2005      |
| 2.0 8v       | 1984       | SOHC                           | 115 л. с. при 5200  | 170 Нм при 2400            | APK/AQY         | 1999-2001      |
| 2.0 8v       | 1984       | SOHC                           | 115 л. с. при 5400  | 172 Нм при 3200            | AZJ/AZH         | 2001-2005      |
| Дизельные    |            |                                |                     |                            |                 |                |
| 1.9 8v SDI   | 1896       | SOHC                           | 68 л. с. при 4200   | 133 Нм при 2200—2600       | AGP/AQM         | 1999-2004      |
| 1.9 8v TDI   | 1896       | SOHC                           | 90 л. с. при 4000   | 210 Нм при 1900            | AGR/ALH         | 1996-2005      |
| 1.9 8v TDI   | 1896       | SOHC PD                        | 100 л. с. при 4000  | 240 Нм при 1800—2400       | ATD/AXR         | 2000-2005      |
| 1.9 8v TDI   | 1896       | SOHC                           | 110 л. с. при 4150  | 235 Нм при 1900            | AHF/ASV         | 1997-2005      |
| 1.9 8v TDI   | 1896       | SOHC PD                        | 130 л. с. при 4000  | 310 Нм при 1900            | ASZ             | 2003-2004      |

## Второе поколение (Тип 1Z; 2004—2013)
Второе поколение Octavia было представлено в марте 2004 года. В основу новинки легла платформа Volkswagen Group A5 (PQ35), также используемой другими автомобилями Volkswagen Group такими как Audi A3 Mk2, Volkswagen Golf Mk5, Volkswagen Jetta Mk5, SEAT León Mk2 и другими. Разработчиком дизайна выступил Дирк ван Брекель, при участии Люка Донкервольке и Томаса Ингенлата. Наряду с новой линейкой двигателей внутреннего сгорания, также используемой совместно с другими моделями Volkswagen Group, новый кузов получил увеличенное пространство для ног пассажиров на задних сиденьях, устранив один из недостатков предыдущего поколения модели, багажное отделение стало рекордным в классе. Независимая задняя подвеска теперь устанавливалась на всех версиях. Впервые на модели дебютировали бензиновые двигатели с непосредственным впрыском топлива (атмосферные FSI и турбированные TSI), и инновационные роботизированные коробки передач DSG (на тот момент времени — передовое решение для своего класса).
Помимо чешских заводов в Млада-Болеславе и Врхлаби, Octavia II также собиралась на заводах в Словакии, Китае (как Octavia Mingrui, в рамках совместного предприятия Shanghai Volkswagen), в Индии (на заводе Škoda Auto India), на Украине (на заводе «Еврокар»), в Казахстане (на заводе Азия Авто) и в России (на заводе Volkswagen в Калуге). В Индии «Октавия» второго поколения продавалась как Laura, чтобы отличать её от первого поколения (в отличие от других стран, где модели первого поколения продавали с приставкой Tour к названию Octavia).
К обычному полноприводному варианту Octavia в 2006 году добавилась версия Scout, исключительно с кузовом универсал, выполненная в стилистике, близкой к кроссоверам, с увеличенным дорожным просветом и тёмным пластиковым защитным обвесом кузова. В трансмиссии полноприводных «Октавий Mk2» по-прежнему использовались муфты компании Haldex Traction.

### Рестайлинг
С 2009 года начала выпускаться рестайлинговая версия, изначально презентованная на Парижском автосалоне 2008 года. Изменилась форма передней части кузова, форма бамперов, передних фар. В список дополнительного оснащения впервые вошли биксеноновые фары и противотуманные фары с функцией освещения поворотов при малых скоростях движения. Небольшие изменения произошли в интерьере, ассортименте доступных двигателей, механических и автоматических коробок передач. Стала использоваться более совершенная муфта Haldex четвёртого поколения (на дорестайлинговых вариантах устанавливали второе поколение).
В августе 2011 года специально подготовленная Škoda Octavia vRS с форсированным турбодвигателем мощностью около 500 л. с., установила мировой рекорд скорости для автомобиля с 2-литровым двигателем, разогнавшись до 365,43 км/ч на американской трассе Bonneville Speedway, проходящей по дну высохшего озера Бонневилль. Версия vRS использовалась британской полицией в качестве автомобилей для скрытого наблюдения (vRS — это название версии RS на британском рынке).
В 2011 году была выпущена экспериментальная партия из 16 электромобилей Octavia Green E Line с кузовом универсал, оснащённых электромотором мощностью 85 кВт. В общей сложности выпущено более 2,5 млн экземпляров «Октавий» второго поколения.

### В России
Производство в России стартовало 28 ноября 2007 в технопарке «Грабцево» (город Калуга) на заводе компании Volkswagen Group, одновременно с моделью Octavia Tour, методом крупноузловой сборки. Первоначальные варианты предлагавшихся двигателей — только бензиновые атмосферные, с непосредственным впрыском топлива 1.6 FSI или 2.0 FSI. Коробки передач — механическая или автоматическая, кузов — только лифтбек. Запуск производства в России позволил снизить розничные цены на разные версии модели на начало 2008 года на 26-58 тысяч рублей (до уровня 499—830 тысяч рублей). Версии 4x4, Scout, RS, варианты с кузовом универсал, импортировались в РФ из Чехии.
20 октября 2009 — состоялся запуск производства полного цикла (CKD), включающего сварку и окраску кузова. На торжественном открытии присутствовал Владимир Путин, занимавший в то время пост премьер-министра России. На производство встала рестайлинговая версия «Октавии». Изменилась гамма силовых агрегатов, основными стали следующие бензиновые двигатели — атмосферный 1.6 MPI (с «механикой» или «автоматом»), и два турбированных варианта: 1.4 TSI и 1.8 TSI (с МКПП или DSG).

### Безопасность
Автомобиль прошел тест Euro NCAP в 2004 году:
| Euro NCAP                                                  | Euro NCAP | Euro NCAP | Euro NCAP |
| ---------------------------------------------------------- | --------- | --------- | --------- |
| Рейтинги                                                   | Пассажир  |           | 27        |
| Рейтинги                                                   | Ребёнок   |           | 37        |
| Рейтинги                                                   | Пешеход   |           | 17        |
| Протестированная модель: Škoda Octavia 1,6 Ambiente (2004) |           |           |           |

### Двигатели
Обзор двигателей, доступных для Octavia 2-го поколения (A5, Typ 1Z):
| Название       | Объём, количество клапанов, особенности                       | Мощность при об/мин                 | Крутящий момент при об/мин                | Код двигателя          | Период выпуска             |            |
| Бензиновые     | Бензиновые                                                    | Бензиновые                          | Бензиновые                                | Бензиновые             | Бензиновые                 | Бензиновые |
| -------------- | ------------------------------------------------------------- | ----------------------------------- | ----------------------------------------- | ---------------------- | -------------------------- | ---------- |
| 1.2 TSI        | 1197 cc 8v DOHC турбонаддув, непосредственный впрыск топлива  | 105 л.с. при 5000                   | 175 Нм при 1550-4100                      | CBZB                   | с 2010                     |            |
| 1.4 MPI        | 1390 cc 16v DOHC                                              | 75 л. с. при 5000                   | 126 Нм при 3800                           | BCA                    | 2004- 2006                 |            |
| 1.4 MPI        | 1390 cc 16v DOHC                                              | 80 л. с. при 5000                   | 132 Нм при 3800                           | BUD, CGGA              | 2006-2010 с 2010           |            |
| 1.4 TSI        | 1390 cc 16v DOHC турбонаддув, непосредственный впрыск топлива | 122 л. с. при 5000                  | 200 Нм при 1500-4000                      | CAXA                   | с 2008                     |            |
| 1.4 TSI        | 1390 cc 16v DOHC Fuel Stratified Injection                    | 130 л. с. при 5000                  | 220 Нм при 1750-3500                      | CAXA                   | с 2010 (только для Китая)  |            |
| 1.6 8V         | 1595 cc 8v SOHC                                               | 102 л. с. при 5600                  | 148 Нм при 3800                           | BGU, BSE, BSF, CCSA    | с 2004                     |            |
| 1.6 MPI        | 1595 cc 16V DOHC                                              | 105 л. с. при 5000                  | 153 Нм при 3800                           | BGU, BSE, BSF, CCSA    | с 2007 (только для Китая)  |            |
| 1.6 FSI        | 1598 cc 16v DOHC непосредственный впрыск топлива              | 115 л. с. при 6000                  | 155 Нм при 4000                           | BLF                    | 2004- 2008                 |            |
| 1.8 TSI        | 1798 cc 16v DOHC турбонаддув, непосредственный впрыск топлива | 160 л. с. при 5000-6200             | 250 Hm при 1500-4200                      | BZB, CDAB              | с 2006                     |            |
| 2.0 MPI        | 1984 cc 16v DOHC                                              | 120 лошадиных сил (88 кВт) при 5000 | 180 Нм при 3750                           |                        | с 200?- (только для Китая) |            |
| 2.0 FSI        | 1984 cc 16v DOHC непосредственный впрыск топлива              | 150 л. с. при 6000                  | 200 Нм при 3500                           | BLR, BLX, BVX, BVY     | 2004- 2008                 |            |
| 2.0 TFSI RS    | 1984 cc 16v DOHC турбонаддув, непосредственный впрыск топлива | 200 л. с. при 5100-6000             | 280 Нм при 1800-5000                      | BWA                    | 2005- 2008                 |            |
| 2.0 TSI RS     | 1984 cc 16v DOHC турбонаддув, непосредственный впрыск топлива | 200 л. с. при 5100-6000             | 280 Нм при 1700-5000                      | CCZA                   | 2008- 2012                 |            |
| Дизели         |                                                               |                                     |                                           |                        |                            |            |
| 1.6 TDI DPF    | 1598 cc 16v DOHC common rail (CR)                             | 105 л. с. при 4400                  | 250 лошадиных сил (180 кВт) при 1500—2500 | CAYC                   | с 2009                     |            |
| 1.9 TDI        | 1896 cc 8v SOHC PD (Pumpe Düse — насос-форсунки)              | 105 л. с. при 4000                  | 250 Нм при 1900                           | BJB, BKC, BXE, BLS     | 2004- 2010                 |            |
| 2.0 TDI DPF    | 1968 cc 8v SOHC PD (насос-форсунки)                           | 140 л. с. при 4000                  | 320 Нм при 1750                           | BMM                    | с 2007                     |            |
| 2.0 TDI        | 1968 cc 16v DOHC PD (насос-форсунки)                          | 136 л. с. при 4000                  | 320 Нм при 1750                           | AZV                    | 2004- 2008                 |            |
| 2.0 TDI        | 1968 cc 16v DOHC PD (насос-форсунки)                          | 140 л. с. при 4000                  | 320 Нм при 1750                           | BKD                    | 2004- 2008                 |            |
| 2.0 TDI DPF    | 1968 cc 16v DOHC common rail (CR)                             | 140 л. с. при 4000                  | 320 Нм при 1750—2500                      | CBAA, CBAB, CBDB, CFHC | с 2010                     |            |
| 2.0 TDI DPF RS | 1968 cc 16v DOHC PD (насос-форсунки)                          | 170 л. с. при 4200                  | 350 Нм при 1750                           | BMN                    | 2006- 2008                 |            |
| 2.0 TDI DPF RS | 1968 cc 16v DOHC common rail (CR)                             | 170 л. с. при 4200                  | 350 Нм при 1750—2500                      | CEGA                   | с 2008                     |            |

### Фотографии
- Škoda Octavia RS Combi до рестайлинга
- Дорестайлинговый универсал Škoda Octavia RS Combi
- Рестайлинговый лифтбек Škoda Octavia
- Škoda Octavia RS и обычная версия рестайлингового лифтбека
- Škoda Octavia медицинской службы (рестайл)
- Рестайлинговая Škoda Octavia Scout медицинской службы

## Третье поколение (Тип 5E; 2013—2020)
В конце 2012 года была представлена Škoda Octavia третьего поколения, в основу конструкции которой легла модульная платформа концерна VAG — Volkswagen Group MQB. Созданием дизайна «Октавии» третьего поколения руководил Йозеф Кабан, а стилистика впервые была апробирована на концепт-каре VisionD. Новинка начала появляться в автосалонах на ключевых европейских рынках в феврале 2013 года.
Octavia производится в Чешской республике, на заводе в Млада-Болеславе, а также собирается в Китае (Shanghai Volkswagen), Индии (Škoda Auto India), в Украине («Еврокар»), в Казахстане (Азия Авто), в России (на совместном заводе Volkswagen Group и «ГАЗ» в Нижнем Новгороде), а также на алжирском заводе в Гализане.
Новинка оказалась крупнее и вместительнее предшественницы, при этом легче её. Внешние габариты увеличились на 90 мм в длину, на 45 мм в ширину, колесная база удлинилась на 108 мм. Параллельно произошло увеличение внутреннего пространства. Объём багажного отделения снова оказался рекордным в классе, он составил 610 л с неразложенными задними сидениями и 1740 л с разложенными задними сидениями для универсала Combi. Для лифтбека цифры составляют 590 и 1580 л, что также больше, чем у модели предыдущего поколения и является рекордом в классе. Задняя подвеска в зависимости от устанавливаемого двигателя — полузависимая или многорычажная.
Octavia 3-го поколения стала первым автомобилем Škoda, оснащённым передним радаром и многофункциональной камерой. Радарный датчик в переднем бампере контролирует зону перед автомобилем и постоянно оценивает расстояние, направление и скорость всех близлежащих объектов (не только трафика). Этот радар предоставляет данные для двух видов электронных помощников: Front Assist (предупреждающий о возможном столкновении спереди, и способном экстренно тормозить в случае необходимости) и Adaptive Cruise Assistant (адаптивный круиз-контроль). Монохроматическая многофункциональная камера с фиксированным фокусом установлена на ветровом стекле перед салонным зеркалом заднего вида и позволяет выполнять функции Lane Assistant (система удержания в полосе движения), Intelligent Light Assistant (автоматическое управление дальним светом) и наделена способностью распознавания дорожных знаков (распознает и показывает дорожные знаки на дисплеях как бортового компьютера, так и спутниковой навигации). К этому добавляются помощники, функциональность которых основана на оценке данных, предоставляемых ESC или датчиками рулевого управления: Crew Protect Assistant (проактивная защита пассажиров) и Driver Activity Assistant (контроль усталости водителя). Появились виртуальная комбинация приборов, на ряде рынков — электронноуправляемые амортизаторы (DCC) и другое.
Для владельцев Octavia за дополнительную плату доступно множество так называемых «Простых гениальных решений» (Simply Clever), приятных мелочей, которые помогают в различных повседневных ситуациях. Например, скребок для льда располагается за лючком топливного бака, мини-контейнер для мусора может устанавливаться в карманы дверей, один из вариантов коврика в багажник сделан двусторонним (резиновый/текстильный). В качестве опции предлагается наклонно-сдвижной панорамный люк — цельный для лифтбека Octavia и двухсекционный для универсала Octavia Combi. Автомобильные информационно-развлекательные системы Bolero, Amundsen и Columbus защищены от кражи физическим разделением центрального дисплея и собственного центрального блока мультимедийной системы. Phone Box — специальный отсек на центральной консоли с индукционной пластиной в основании, который может усиливать сигнал телефона за счет использования внешних антенн автомобиля и заряжать аппарат в беспроводном режиме.
«Горячая» версия Octavia RS, доступная в кузовах лифтбэк и универсал, впервые была представлена на Фестивале скорости в Гудвуде 2013 года. Данная модификация первоначально была оснащена 2-литровым бензиновым турбодвигателем TSI мощностью 220 л. с. или 184-сильным турбодизелем 2.0 TDI. По сравнению со стандартным автомобилем, RS имеет шасси со «спортивными» характеристиками (включая пониженный клиренс и более жёсткие пружины), электронную имитацию блокировки дифференциала (XDS) и так называемый Performance Sound Generator, который придаёт звуку двигателя в салоне «спортивные ноты». Источником звуковых колебаний является генератор электромагнитных импульсов, расположенный в области под/перед лобовым стеклом. Частота и интенсивность звука зависят не только от выбранного профиля, но также от оборотов двигателя, скорости движения и нагрузки на двигатель (от положения педали газа).
В 2014 году прошла презентация новой генерации полноприводного универсала Škoda Octavia Scout. А на автосалоне 2015 года в Женеве представлен самый мощный вариант Octavia, получившей приставку RS 230 к имени. Мощность двигателя увеличилась до 230 л. с. Позже на некоторых рынках появилась версия Octavia RS 245 с 243-сильным бензиновым турбомотором, признанная самой мощной и быстрой серийной «Октавией» в истории. Она способна разогнаться с места до 100 км/ч за 6,6 секунд, максимальная скорость 250 км/ч (ограничена электроникой).
Для ряда рынков существуют две модификации с пониженным уровнем выбросов: версия GreenLine с 1,6-литровым дизелем, которая выделяет всего 85 граммов выбросов CO2 на 1 км; и G-TEC, которая изначально была оснащена 1,4-литровым турбомотором TSI, способным работать как на бензине, так и на природном газе, с выбросом 97 граммов CO2 на 1 км (в 2018-м двигатель заменили на 1,5-литровый мощностью 130 л. с.).

### Рестайлинг
10 января 2017 года в Вене, был представлен рестайлинговый вариант. Главное внешнее отличие — разделенные передние фары, которые в базовой версии галогенные, а за дополнительную плату — полностью светодиодные. Колея задних колес увеличилась на 30 мм, из-за новой формы бамперов немного увеличилась длина: у лифтбека на 11 мм, у Combi — на 8 мм. Появилась обновленная система предотвращения столкновения с пешеходами, информационно-развлекательные системы нового поколения, обогрев рулевого колеса и др. Базовым в Европе стал новый трёхцилиндровый двигатель 1.0 TSI (EA211), мощностью 115 л. с. Адаптивное шасси DCC теперь можно заказать для любой версии модели. В связи с введением в странах Евросоюза системы измерений вредных выбросов WLTP (вступившим в силу с 2018 года) все бензиновые двигатели на рынке государств членов ЕС получили сажевый фильтр OPF. Лифтбек для китайского рынка после рестайлинга получил изменённую заднюю часть кузова.

### В России
Со сменой поколения модель поменяла в России и место производства. 21 июня 2013 на заводе ГАЗ в Нижнем Новгороде состоялся запуск производства Škoda Octavia 3-го поколения, в специально переоборудованных для этого цехах. Тем самым был дан старт проекту партнерства между Volkswagen Group и «Группой ГАЗ».
Новинку начали собирать по методу CKD (производство полного цикла). На заводе проходят процессы сварки, двойной грунтовки, покраски, антикоррозийной обработки горячим воском (по фирменной технологии концерна Volkswagen, которая позволяет давать гарантию 12 лет от сквозной коррозии), устанавливаются двигатель, коробка передач, другие узлы и агрегаты, вклеиваются стекла, монтируются детали интерьера, навесные кузовные панели.
4 сентября 2015-го на калужском заводе Volkswagen Group Rus состоялся запуск производства атмосферных бензиновых двигателей с распределенным впрыском топлива 1.6 MPI (серии EA211), которые отвечают экологическому стандарту Евро-5. Этими двигателями стали оснащать широкую гамму моделей концерна Volkswagen AG, включая «Октавии» российского производства.
20 марта 2017 года в Нижнем Новгороде стартовало производство рестайлинговой Škoda Octavia III, модель по-прежнему производится в России только с кузовом лифтбек. На все машины монтируется система экстренного реагирования при авариях «ЭРА-ГЛОНАСС».
С 2018-го нижегородские «Октавии» начали поставлять на европейский рынок. Но в отличие от российского рынка, на них устанавливаются двигатели европейской сборки отвечающие экологическому стандарту Евро-6. По итогам 2018 года экспорт в Чехию составил 6658 машин, и таким образом эта восточно-европейская страна стала крупнейшим экспортным рынком для российских автозаводов вне Евразийского экономического союза. Запуск российского производства «Октавии», в числе других моделей Volkswagen Group, стимулировало создание целого ряда производств автомобильных комплектующих — от кузовных элементов до сидений, стёкол и многого другого.
В декабре 2019 года в рамках федерального проекта «Безопасность дорожного движения» дорожно-патрульной службе переданы 3870 «Октавий» российского производства с 1,8-литровыми турбомоторами и 7-ступенчатой DSG.
Škoda Octavia 3-го поколения получила высокие оценки от журналистов по итогам проведённых тест-драйвов, а в сравнительных испытаниях с прямыми конкурентами неоднократно одерживала победу, также в обзорах типа «лучший выбор в сегменте». В течение нескольких лет модель является самым популярным автомобилем класса C+ (гольф-класс) в РФ, и регулярно входит в топ-25 наиболее продаваемых моделей на рынке страны.

### Двигатели
Обзор двигателей, доступных для Octavia 3-го поколения (A7, Typ 5E):

Бензиновые
| Название          | Период выпуска | Код двигателя     | Объём, тип, количество клапанов, особенности                  | Мощность при об/мин              | Крутящий момент при об/мин | Число передач и тип КПП         | Макс.скорость | Разгон 0-100 км/ч [сек] | Средний расход топлива [л/100 км] | Выбросы CO2 [г/км] |
| ----------------- | -------------- | ----------------- | ------------------------------------------------------------- | -------------------------------- | -------------------------- | ------------------------------- | ------------- | ----------------------- | --------------------------------- | ------------------ |
| 1.2 TSI 63 kW     | 2013 —         | CJZB (EA211)      | 1197 cc, I4, 16V DOHC, турбонаддув                            | 63 kW (86 л.с.) при 4300-5300    | 160 Нм при 1400-3500       | 5-ступенчатая МКПП              | 181 км/ч      | 12,0                    | 5,2                               | 119                |
| 1.2 TSI 77 kW     | 2013 —         | CJZA (EA211)      | 1197 cc, I4, 16V DOHC, турбонаддув                            | 77 kW (105 л. с.) при 4500-5500  | 175 Нм при 1400-4000       | 6-ст МКПП                       | 196 км/ч      | 10,3                    | 4,9                               | 114                |
| 1.2 TSI 77 kW     | 2013-          | CJZA (EA211)      | 1197 cc, I4, 16V DOHC, турбонаддув                            | 77 kW (105 л. с.) при 4500-5500  | 175 Нм при 1400-4000       | 5-ст МКПП                       | 196 км/ч      | 10,3                    | 5,2                               | 119                |
| 1.2 TSI 77 kW     | 2013 —         | CJZA (EA211)      | 1197 cc, I4, 16V DOHC, турбонаддув                            | 77 kW (105 л. с.) при 4500-5500  | 175 Нм при 1400-4000       | 7-ступенчатая DSG               | 196 км/ч      | 10,5                    | 5,0                               | 115                |
| 1.4 G-TEC 81 kW   | 2014 —         | CPWA (EA211)      | 1395 cc, I4, 16V DOHC, двутопливный (газ-бензин), турбонаддув | 81 kW (110 л. с.) при 4800-6000  | 200 Нм при 1500-3500       | 6-ст МКПП (MQ200), FWD          | 195 км/ч      | 10,9                    | 5,4*                              | 97                 |
| 1.6 MPI 81 kW     | 2014 —         | CWVA (EA211)      | 1598 cc, I4, 16V DOHC                                         | 81 kW (110 л. с.) при 5500-5800  | 155 Нм при 3800            | 5-ст МКПП (MQ200), FWD          | 192 км/ч      | 10,6                    | 6,4                               | 149                |
| 1.6 MPI 81 kW     | 2014 —         | CWVA (EA211)      | 1598 cc, I4, 16V DOHC                                         | 81 kW (110 л. с.) при 5500-5800  | 155 Нм при 3800            | 6-ступенчатая АКПП (AQ160), FWD | 190 км/ч      | 12,0                    | 6,7                               | 155                |
| 1.0 TSI 85 kW     | 2015 -         | CHZD (EA211)      | 999 cc, I3, 12V DOHC, турбонаддув                             | 85 kW (115 л. с.) при 5000-5500  | 200 Нм при 2000            | 6-ст МКПП (MQ250), FWD          | 202 км/ч      | 10,1                    | 4,2                               | 110                |
| 1.0 TSI 85 kW     | 2015 -         | CHZD (EA211)      | 999 cc, I3, 12V DOHC, турбонаддув                             | 85 kW (115 л. с.) при 5000-5500  | 200 Нм при 2000            | 7-ст DSG (DQ200), FWD           | 202 км/ч      | 10,2                    | 4,3                               | 108                |
| 1.4 TSI 103 kW    | 2013 —         | CHPA (EA211)      | 1395 cc, I4, 16V DOHC, турбонаддув                            | 103 kW (140 л. с.) при 4500-6000 | 250 Нм при 1500-3500       | 6-ст МКПП (MQ250), FWD          | 215 км/ч      | 8,4                     | 5,3                               | 121                |
| 1.4 TSI 103 kW    | 2013 —         | CHPA (EA211)      | 1395 cc, I4, 16V DOHC, турбонаддув                            | 103 kW (140 л. с.) при 4500-6000 | 250 Нм при 1500-3500       | 7-ст DSG (DQ200), FWD           | 215 км/ч      | 8,5                     | 5,0                               | 116                |
| 1.8 TSI 132 kW    | 2013 —         | CJSA (EA888-Gen3) | 1798 cc, I4, 16V DOHC, TSI, турбонаддув                       | 132 kW (180 л. с.) при 5100-6200 | 250 Нм при 1250-5000       | 6-ст МКПП (MQ250), FWD          | 231 км/ч      | 7,3                     | 6,1                               | 141                |
| 1.8 TSI 132 kW    | 2013 —         | CJSA (EA888-Gen3) | 1798 cc, I4, 16V DOHC, TSI, турбонаддув                       | 132 kW (180 л. с.) при 5100-6200 | 250 Нм при 1250-5000       | 7-ст DSG (DQ200), FWD, FWD      | 231 км/ч      | 7,4                     | 5,7                               | 131                |
| 2.0 TSI RS 162 kW | 2013 —         | CHHB (EA888-Gen3) | 1984 cc, I4, 16V DOHC, TSI, турбонаддув                       | 162 kW (220 л. с.) при 4500-6200 | 350 Нм при 1550-4400       | 6-ст МКПП (MQ350), FWD          | 248 км/ч      | 6,8                     | 6,2                               | 142                |
| 2.0 TSI RS 162 kW | 2013 —         | CHHB (EA888-Gen3) | 1984 cc, I4, 16V DOHC, TSI, турбонаддув                       | 162 kW (220 л. с.) при 4500-6200 | 350 Нм при 1550-4400       | 6-ст DSG (DQ250), FWD           | 245 км/ч      | 6,9                     | 6,4                               | 149                |

(*) Расход СПГ в м³/100 км. Расход 1 м³ СПГ соответствует 1 л бензина.

Дизельные
| Название                       | Период выпуска | Код двигателя | Объём, тип, количество клапанов, особенности    | Мощность при об/мин              | Крутящий момент при об/мин | Число передач и тип КПП | Макс.скорость | Разгон 0-100 км/ч [сек] | Средний расход топлива [л/100 км] | Выбросы CO2 [г/км] |
| ------------------------------ | -------------- | ------------- | ----------------------------------------------- | -------------------------------- | -------------------------- | ----------------------- | ------------- | ----------------------- | --------------------------------- | ------------------ |
| 1.6 TDI CR DPF 66 kW           | 2013 —         | CLHB (EA288)  | 1598 cc, I4, 16V DOHC, common rail, турбонаддув | 66 kW (90 л. с.) при 2750-4800   | 230 Нм при 1400—2700       | 5-ст МКПП (MQ250), FWD  | 186 км/ч      | 12,2                    | 4,1                               | 109                |
| 1.6 TDI CR DPF 77 kW           | 2012 —         | CLHA (EA288)  | 1598 cc, I4, 16V DOHC, common rail, турбонаддув | 77 kW (105 л. с.) при 3000-4000  | 250 Нм при 1500—2750       | 5-ст МКПП (MQ250), FWD  | 194 км/ч      | 10,8                    | 3,8                               | 99                 |
| 1.6 TDI CR DPF 77 kW           | 2013 —         | CLHA (EA288)  | 1598 cc, I4, 16V DOHC, common rail, турбонаддув | 77 kW (105 л. с.) при 3000-4000  | 250 Нм при 1500—2750       | 7-ст DSG (DQ200), FWD   | 194 км/ч      | 10,9                    | 3,9                               | 102                |
| 1.6 TDI CR DPF 81 kW GreenLine | 2013-          | CXXB (EA288)  | 1598 cc, I4, 16V DOHC, common rail, турбонаддув | 81 kW (110 л. с.) при 3250-4000  | 250 Нм при 1500-3000       | 6-ст МКПП (MQ250), FWD  | 206 км/ч      | 10,6                    | 3,2                               | 85                 |
| 2.0 TDI CR DPF 105 kW          | 2013 —         | CRVC (EA288)  | 1968 cc, I4, 16V DOHC, common rail, турбонаддув | 105 kW (143 л. с.) при 3500-4000 | 320 Нм при 1750-3000       | 6-ст МКПП (MQ350), FWD  | 215 км/ч      | 8,7                     | 4,6                               | 121                |
| 2.0 TDI CR DPF 105 kW          | 2013 —         | CRVC (EA288)  | 1968 cc, I4, 16V DOHC, common rail, турбонаддув | 105 kW (143 л. с.) при 3500-4000 | 320 Нм при 1750-3000       | 6-ст DSG (DQ250), FWD   | 212 км/ч      | 8,9                     | 5,1                               | 133                |
| 2.0 TDI CR DPF 110 kW          | 2012 —         | CKFC (EA288)  | 1968 cc, I4, 16V DOHC, common rail, турбонаддув | 110 kW (150 л. с.) при 3500-4000 | 320 Нм при 1750-3000       | 6-ст DSG (DQ250), FWD   | 215 км/ч      | 8,6                     | 4,5                               | 119                |
| 2.0 TDI CR DPF 135 kW          | 2013 —         | CUPA (EA288)  | 1968 cc, I4, 16V DOHC, common rail, турбонаддув | 135 kW (184 л. с.) при 3500-4000 | 380 Нм при 1750-3000       | 6-ст МКПП (MQ350), FWD  | 232 км/ч      | 8,1                     | 4,6                               | 119                |
| 2.0 TDI CR DPF 135 kW          | 2013 —         | CUPA (EA288)  | 1968 cc, I4, 16V DOHC, common rail, турбонаддув | 135 kW (184 л. с.) при 3500-4000 | 380 Нм при 1750-3250       | 6-ст DSG (DQ250), FWD   | 230 км/ч      | 8,2                     | 5,0                               | 129                |

Обзор двигателей, доступных для Octavia 3-го поколения (A7, Typ 5E) с полным приводом, включая версию Scout:

Бензиновые
| Название       | Период выпуска | Код двигателя     | Объём, тип, количество клапанов, особенности | Мощность при об/мин              | Крутящий момент при об/мин | Число передач и тип КПП | Макс.скорость | Разгон 0-100 км/ч [сек] | Средний расход топлива [л/100 км] | Выбросы CO2 [г/км] |
| -------------- | -------------- | ----------------- | -------------------------------------------- | -------------------------------- | -------------------------- | ----------------------- | ------------- | ----------------------- | --------------------------------- | ------------------ |
| 1.8 TSI 132 kW | 2013 —         | CSJB (EA888-Gen3) | 1798 cc, I4, 16V DOHC, турбонаддув           | 132 kW (180 л. с.) при 4500-6200 | 280 Нм при 1350-4500       | 6-ст DSG (DQ250), AWD   | 227 км/ч      | 7,5                     | 6,7                               | 154                |

Дизельные
| Название              | Период выпуска | Код двигателя | Объём, тип, количество клапанов, особенности    | Мощность при об/мин              | Крутящий момент при об/мин | Число передач и тип КПП | Макс.скорость | Разгон 0-100 км/ч [сек] | Средний расход топлива [л/100 км] | Выбросы CO2 [г/км] |
| --------------------- | -------------- | ------------- | ----------------------------------------------- | -------------------------------- | -------------------------- | ----------------------- | ------------- | ----------------------- | --------------------------------- | ------------------ |
| 1.6 TDI CR DPF 77 KW  | 2013 —         | CLHA (EA288)  | 1598 cc, I4, 16V, DOHC common rail, турбонаддув | 77 kW (105 л. с.) при 3000-4000  | 250 Нм при 1500—2750       | 6-ст МКПП (MQ350), AWD  | 188 км/ч      | 11,7                    | 4,5                               | 119                |
| 2.0 TDI CR DPF 110 kW | 2013 —         | CKFC (EA288)  | 1968 cc, I4, 16V DOHC, common rail, турбонаддув | 110 kW (150 л. с.) при 3500-4000 | 320 Нм при 1750-3000       | 6-ст МКПП (MQ350), AWD  | 213 км/ч      | 8,7                     | 4,9                               | 124                |
| 2.0 TDI CR DPF 135 kW | 2014 —         | CUNA (EA288)  | 1968 cc, I4, 16V DOHC, common rail, турбонаддув | 135 kW (184 л. с.) при 3500-4000 | 380 Нм при 1750-3250       | 6-ст DSG (DQ250), AWD   | 226 км/ч      | 7,2                     | 4,9                               | 129                |

### Безопасность
Автомобиль прошел тест Euro NCAP в 2013 году:
| Euro NCAP                                                         | Euro NCAP | Euro NCAP | Euro NCAP             |
| ----------------------------------------------------------------- | --------- | --------- | --------------------- |
| · общий рейтинг                                                   |           |           |                       |
| 93%                                                               | 86%       | 66%       | 66%                   |
| взрослый пассажир                                                 | ребёнок   | пешеход   | активная безопасность |
| Протестированная модель: Škoda Octavia 1,6 'Ambition', LHD (2013) |           |           |                       |

## Четвёртое поколение (2019 — настоящее время)
11 ноября 2019 года в Праге состоялась презентация Škoda Octavia четвёртого поколения. В конце ноября 2019-го на заводе в чешском Млада-Болеславе началось серийное производство. Новинка по-прежнему использует модульную платформу MQB концерна Volkswagen AG, с сохранением длины колёсной базы. В то же время новая модель увеличилась во всех габаритных размерах, получила совершенно иное дизайнерское решение экстерьера и интерьера, в новом фирменном стиле созданном под началом главного дизайнера компании Оливера Штефани. Существенно изменилась техническая начинка, списки стандартного и дополнительного оснащения.
Одна из отличительных особенностей «Октавий» первых трёх поколений заключается в том, что оба типа кузова, как лифтбек, так и универсал, пользовались хорошим спросом на рынках различных стран. Поэтому впервые новое поколение презентовано сразу с обоими видами кузовов. Длина машины теперь составляет 4689 мм (увеличение на 19-22 мм в зависимости от версии, по сравнению с Škoda Octavia III), ширина — 1829 мм (+ 15 мм). Увеличился и размер багажного отделения с 590 до 600 литров у лифтбека и с 610 до 640 литров у Combi (рекордные показатели в классе). Запас пространства для коленей задних пассажиров возрос на 78 мм. Существенно изменились аэродинамические показатели, коэффициент сопротивления Cx у лифтбека снизился с 0,29 до 0,24, а у грузопассажирского варианта — с 0,31 до 0,26.
Для модели на европейском рынке предлагается четыре варианта подвески: стандартная, «спортивная» (с заниженным на 15 мм дорожным просветом), адаптивная DCC (Dynamic Chassis Control, также заниженная, на 10 мм) и шасси с пакетом для плохих дорог (с увеличенным на 15 мм клиренсом). Стояночный тормоз теперь только электромеханический. Среди новых опций можно выделить появление таких как: матричные светодиодные передние фары, задние фонари с динамическими указателями поворота, радарный круиз-контроль, функция автоматического торможения и остановки. Помощник Traffic Jam Assist может заменять водителя в ползущей пробке. В экстренной ситуации система стабилизации подсказывает, куда именно крутить руль для безопасного объезда препятствия. Функция Exit Warning, предупреждает при открывании двери о приближении сзади велосипедиста или другого автомобиля. Колёсные диски теперь как минимум 16-дюймовые, и могут иметь диаметр до 19 дюймов. Появился цветной проекционный экран выводящийся на лобовое стекло, цифровой ассистент с постоянным доступом к сети Интернет и голосовым управлением, трёхзонный климат-контроль, передние сиденья с массажем и вентиляцией, передние боковые стёкла с акустической изоляцией, выдвижные шторки на задних боковых окнах, сенсорное управление люком в крыше. Число подушек безопасности может достигать девяти, включая коленную у водителя. Система бесключевого доступа способна дистанционно открывать любую из дверей автомобиля на выбор. Значительно расширился перечень решений Simply Clever.
Специально для рынка Китая создана версия лифтбека с удлинённой на 44 мм колёсной базой, которая получила название Octavia Pro.

### Двигатели и трансмиссии
Базовыми двигателями в Европе стали бензиновые 3-цилиндровый 1.0 TSI (110 л.с.) и 4-цилиндровый 1.5 TSI (150 л. с.), работающие в паре с 6-ступенчатой механической коробкой передач, переднеприводные. Эти же моторы применяют в вариантах Mild Hybrid, «мягкого» гибрида с обозначаем e-TEC в индексе модели. Такой вариант оснащается 7-ступенчатой роботизированной КПП DSG и 48-вольтовым стартер-генератором с ременным приводом и компактной литий-ионной батареей. Электромотор помогает бензиновому в первые секунды разгона и запускает двигатель в рамках системы «старт-стоп», что по прогнозам может привести к экономии до 10 % топлива по циклу WLTP. Сохранилась в гамме Octavia G-TEC 1.5 TSI (130 л. с.), способная работать на сжатом природном газе и бензине, она теперь оснащается только 7-ступенчатой роботизированной КПП. Наиболее мощной среди бензиновых «обычных» версий стала 2.0 TSI (190 л. с.), которая совмещается исключительно с КПП DSG. Дизельный двигатель предусмотрен только двухлитровый, но с тремя градациями по мощности: 116, 150 или 200 л. с., с технологией двойного впрыска жидкости AdBlue, обеспечивающей сокращение выбросов оксидов азота до 80 % в сравнении с моторами прошлого поколения Две наименее мощные версии могут комплектоваться на выбор 6-ступенчатой «механикой» или 7-ступенчатым «роботом». 116-сильная будет переднеприводной, 150-сильная имеет выбор привода — передний или полный, 200-сильная оснащается полным приводом и КПП DSG. Впервые в гамме «Октавии» появилась гибридная версия iV, с возможностью подзарядки от розетки, она оснащена турбомотором 1.4 TSI и 6-ступенчатым «преселективом» DSG со встроенным электродвигателем, а пиковая мощность может быть двух вариантов — 204 или 245 л. с. (в версии RS). Тяговая батарея емкостью 13 кВт∙ч способна обеспечить пробег около 55 км в электрическом режиме. Важная техническая новация, теперь в моделях с «роботом» используется технология shift by wire, при которой селектор КПП связан с трансмиссией только проводами, через которые посылает управляющие сигналы на силовой агрегат.
В 2020 году гамму Octavia на европейском рынке пополнили спортивная версия RS и Scout для активного отдыха. Изначально RS дебютировал только в виде гибрида (под названием RS iV) с возможностью подзарядки от розетки, впервые в истории этой модификации. Сочетание турбомотора 1.4 TSI (150 л. с.) и 6-ступенчатой КПП DSG DQ400e со встроенным электродвигателем мощностью 116 л. с. позволило добиться максимальной отдачи в 245 л. с.. На несколько месяцев позже дебютировали негибридные версии «RS-ки». Обе с двухлитровыми турбомоторами: бензиновым мощностью 245 л. с. (переднеприводная, с 6-ступенчатой МКПП или 7-ступенчатой КПП DSG) и дизельным мощностью 200 л. с. (передний или полный привод, 7-ступенчатая КПП DSG). Отличия RS от обычных «Октавий» не только в более мощных двигателях, у них иные настройки подвески, рулевой механизм с переменным передаточным отношением, более мощная тормозная система, только большие колёса диаметром 18 или 19 дюймов, в салоне — спортивные руль и сиденья, снаружи — более крупные бамперы спортивного дизайна. Негибридные варианты RS помимо этого имеют уменьшенный на 15 мм дорожный просвет. Škoda Octavia Scout в данном поколении впервые предлагается не только с полным приводом, но и с передним. У него по-прежнему увеличенный на 15 мм дорожный просвет, с установленной снизу усиленной защитой силового агрегата. Колёса теперь только диаметром 18 или 19 дюймов. В качестве двигателей применяются практически все варианты как и для стандартной «Октавии», за исключением однолитрового бензинового турбомотора. Точно такой же набор силовых агрегатов имеет версия SportLine, предлагающаяся на европейском рынке с 2021 года, внешне она имеет атрибуты, схожие с вариантами RS.

### В России
На российском рынке традиционно предлагаемая гамма модели Octavia имеет свои специфические особенности. Так, первыми в продажу поступили машины с 1,4-литровым турбомотором мощностью 150 л. с., и только в России у этой модели турбодвигатель может сочетаться с «традиционной» гидромеханической автоматической коробкой передач (8-ступенчатой, производства японской компании Aisin). Также доступна базовая версия с 6-ступенчатой механической КПП. Выпуск машин с кузовом лифтбек по методу CKD (производство полного цикла) был налажен в октябре 2020 года на заводе ГАЗ в Нижнем Новгороде в рамках продолжения партнерства между Volkswagen Group и «Группой ГАЗ». На заводе проходят процессы сварки, двойной грунтовки, покраски, антикоррозийной обработки горячим воском (по фирменной технологии концерна Volkswagen, которая позволяет давать гарантию 12 лет от сквозной коррозии), устанавливаются двигатель, коробка передач, другие узлы и агрегаты, вклеиваются стекла, монтируются детали интерьера, навесные кузовные панели. Также особенностями российских «Октавий» является наличие на всех машинах системы экстренного реагирования при авариях «ЭРА-ГЛОНАСС», усиленной подвески, аккумуляторов увеличенной ёмкости. Двигатели только бензиновые, привод на передние колёса. С весны 2021 года в продажу поступили варианты с атмосферным двигателем 1.6 MPI (110 л. с.) российского производства (только в сочетании с 6-ступенчатой АКПП), а также наиболее мощный вариант с двухлитровым турбомотором мощностью 190 л. с. (только в сочетании с 7-ступенчатой DSG). Российский рынок является единственным, где Octavia имеет в гамме атмосферный мотор и гидромеханический автомат. Летом 2021 года начался приём заказов на самую доступную версию в гамме: с 1,6-литровым безнаддувным двигателем и 5-ступенчатой механической коробкой передач. В то же время, топовая комплектация модели впервые на рынке РФ получила в качестве опции четыре видеокамеры кругового обзора.
Весной 2021 года журнал За рулём вручил «Октавии» 4-го поколения Гран-при, как лучшей новинке российского рынка 2020 года в «Компактном и Среднем классе». Итоги подводились с учётом голосования читателей издания, по результатам обработки более 80 тысяч анкет.
Обзор двигателей, доступных для Octavia 4-го поколения, с передним приводом:

Бензиновые
| Название            | Объём, тип, количество клапанов, особенности                | Мощность           | Крутящий момент | Число передач и тип КПП | Максимальная скорость* | Разгон 0-100 км/ч [сек]* | Средний расход топлива [л/100 км] WLTP | Выбросы CO2 [г/км] WLTP |
| ------------------- | ----------------------------------------------------------- | ------------------ | --------------- | ----------------------- | ---------------------- | ------------------------ | -------------------------------------- | ----------------------- |
| 1.6 MPI (только РФ) | 1.6 л, I4, 16V DOHC                                         | 81 kW (110 л. с.)  | 152 Нм          | 5-ст МКПП               | 198 км/ч               | 11,2                     | 6,1                                    | НД                      |
| 1.6 MPI (только РФ) | 1.6 л, I4, 16V DOHC                                         | 81 kW (110 л. с.)  | 152 Нм          | 6-ст АКПП               | 199 км/ч               | 12,4                     | 5,4-9,5                                | 123-215                 |
| 1.4 TSI (только РФ) | 1.4 л, I4, 16V DOHC, турбонаддув                            | 110 kW (150 л. с.) | 250 Нм          | 6-ст МКПП               | 227 км/ч               | 8,1                      | 4,7-7,5                                | 108-171                 |
| 1.4 TSI (только РФ) | 1.4 л, I4, 16V DOHC, турбонаддув                            | 110 kW (150 л. с.) | 250 Нм          | 8-ст АКПП               | 223 км/ч               | 9                        | 4,7-7                                  | 107-159                 |
| 2.0 TSI (только РФ) | 2.0 л, I4, 16V DOHC, турбонаддув                            | 140 kW (190 л. с.) | 320 Нм          | 7-ст DSG                | 240 км/ч               | 7,4                      | НД                                     | НД                      |
| 1.0 TSI EVO         | 1.0 л, I3, 12V DOHC, турбонаддув                            | 81 kW (110 л.с.)   | 200 Нм          | 6-ступенчатая МКПП      | 207 (203) км/ч         | 10,6                     | НД                                     | НД                      |
| 1.0 TSI EVO e-TEC   | 1.0 л, I3, 12V DOHC, турбонаддув, гибрид                    | 81 kW (110 л.с.)   | 200 Нм          | 7-ст DSG                | 206 (201) км/ч         | 10,6                     | НД                                     | НД                      |
| 1.5 TSI EVO         | 1.5 л, I4, 16V DOHC, турбонаддув                            | 110 kW (150 л. с.) | 250 Нм          | 6-ст МКПП               | 230 (224) км/ч         | 8,2 (8,3)                | 5,2-6,1                                | 119-137                 |
| 1.5 TSI EVO e-TEC   | 1.5 л, I4, 16V DOHC, турбонаддув, гибрид                    | 110 kW (150 л. с.) | 250 Нм          | 7-ст DSG                | 228 (225) км/ч         | 8,4                      | НД                                     | НД                      |
| 1.5 G-TEC           | 1.5 л, I4, 16V DOHC, двутопливный (газ-бензин), турбонаддув | 96 kW (130 л. с.)  | 200 Нм          | 6-ст МКПП               | 216 (213) км/ч         | 10                       | НД                                     | НД                      |
| 1.5 G-TEC           | 1.5 л, I4, 16V DOHC, двутопливный (газ-бензин), турбонаддув | 96 kW (130 л. с.)  | 200 Нм          | 7-ст DSG                | 215 (212) км/ч         | 9,9                      | НД                                     | НД                      |
| 1.4 TSI iV          | 1.4 л, I4, 16V DOHC, турбонаддув, гибрид                    | 150 kW (204 л. с.) | 350 Нм          | 6-ст DSG                | 220 (220) км/ч         | 7,9                      | НД                                     | НД                      |
| 2.0 RS iV           | 1.4 л, I4, 16V DOHC, турбонаддув, гибрид                    | 180 kW (245 л. с.) | 400 Нм          | 7-ст DSG                | 225 км/ч               | 7,3                      | НД                                     | НД                      |
| 2.0 RS              | 2.0 л, I4, 16V DOHC, турбонаддув                            | 180 kW (245 л. с.) | 370 Нм          | 6-ст МКПП               | 250 км/ч               | 6,8                      | НД                                     | НД                      |
| 2.0 RS              | 2.0 л, I4, 16V DOHC, турбонаддув                            | 180 kW (245 л. с.) | 370 Нм          | 7-ст DSG                | 250 км/ч               | 6,7                      | НД                                     | НД                      |

* — в скобках данные для универсала. НД — нет данных.
Дизельные
| Название       | Объём, тип, количество клапанов, особенности  | Мощность           | Крутящий момент | Число передач и тип КПП | Максимальная скорость* | Разгон 0-100 км/ч [сек]* | Средний расход топлива [л/100 км] WLTP | Выбросы CO2 [г/км] WLTP |
| -------------- | --------------------------------------------- | ------------------ | --------------- | ----------------------- | ---------------------- | ------------------------ | -------------------------------------- | ----------------------- |
| 2.0 TDI 85 kW  | 2.0 л, I4, 16V DOHC, common rail, турбонаддув | 85 kW (116 л. с.)  | 300 Нм          | 6-ст МКПП               | 211 (205) км/ч         | 10,3 (10,4)              | 4,0-4,7                                | 106-123                 |
| 2.0 TDI 85 kW  | 2.0 л, I4, 16V DOHC, common rail, турбонаддув | 85 kW (116 л. с.)  | 250 Нм          | 7-ст DSG                | 209 (205) км/ч         | 10,8                     | НД                                     | НД                      |
| 2.0 TDI 110 kW | 2.0 л, I4, 16V DOHC, common rail, турбонаддув | 110 kW (150 л. с.) | 340 Нм          | 6-ст МКПП               | 228 (224) км/ч         | 8,9                      | НД                                     | НД                      |
| 2.0 TDI 110 kW | 2.0 л, I4, 16V DOHC, common rail, турбонаддув | 110 kW (150 л. с.) | 340 Нм          | 7-ст DSG                | 227 (222) км/ч         | 8,7                      | 4,3-5,4                                | 112-141                 |
| 2.0 TDI RS     | 2.0 л, I4, 16V DOHC, common rail, турбонаддув | 147 kW (200 л. с.) | 400 Нм          | 7-ст DSG                | 249 (245) км/ч         | 7,4                      | НД                                     | НД                      |

* — в скобках данные для универсала. НД — нет данных.
Обзор двигателей, доступных для Octavia 4-го поколения с полным приводом:

Бензиновые
| Название       | Объём, тип, количество клапанов, особенности | Мощность           | Крутящий момент | Число передач и тип КПП | Максимальная скорость* | Разгон 0-100 км/ч [сек] | Средний расход топлива [л/100 км] WLTP | Выбросы CO2 [г/км] WLTP |
| -------------- | -------------------------------------------- | ------------------ | --------------- | ----------------------- | ---------------------- | ----------------------- | -------------------------------------- | ----------------------- |
| 2.0 TSI 140 kW | 2.0 л, I4, 16V DOHC, турбонаддув             | 140 kW (190 л. с.) | 320 Нм          | 7-ст DSG                | 232 (234) км/ч         | 6,9                     | НД                                     | НД                      |

* — в скобках данные для универсала. НД — нет данных.
Дизельные
| Название       | Объём, тип, количество клапанов, особенности  | Мощность           | Крутящий момент | Число передач и тип КПП | Максимальная скорость* | Разгон 0-100 км/ч [сек] | Средний расход топлива [л/100 км] WLTP | Выбросы CO2 [г/км] WLTP |
| -------------- | --------------------------------------------- | ------------------ | --------------- | ----------------------- | ---------------------- | ----------------------- | -------------------------------------- | ----------------------- |
| 2.0 TDI 110 kW | 2.0 л, I4, 16V DOHC, common rail, турбонаддув | 110 kW (150 л. с.) | 360 Нм          | 7-ст DSG                | 217 (216) км/ч         | 8,8                     | НД                                     | НД                      |
| 2.0 TDI 147 kW | 2.0 л, I4, 16V DOHC, common rail, турбонаддув | 147 kW (200 л. с.) | 400 Нм          | 7-ст DSG                | 235 (236) км/ч         | 7,1                     | НД                                     | НД                      |
| 2.0 TDI RS     | 2.0 л, I4, 16V DOHC, common rail, турбонаддув | 147 kW (200 л. с.) | 400 Нм          | 7-ст DSG                | 243 (238) км/ч         | 6,8                     | НД                                     | НД                      |

* — в скобках данные для универсала. НД — нет данных.

### Безопасность
Автомобиль прошел тест Euro NCAP в 2019 году:
| Euro NCAP                                                                   | Euro NCAP | Euro NCAP | Euro NCAP             |
| --------------------------------------------------------------------------- | --------- | --------- | --------------------- |
| · общий рейтинг                                                             |           |           |                       |
| 92%                                                                         | 88%       | 73%       | 79%                   |
| взрослый пассажир                                                           | ребёнок   | пешеход   | активная безопасность |
| Протестированная модель: Škoda Octavia Combi 1.5 TSI "Ambition", LHD (2019) |           |           |                       |

## Награды
Лучший автомобиль 2022 и 2023 годов в «Среднем классе». Россия

## Автоспорт
Модель первого поколения активно использовалась в автоспорте. Завод подготовил специальную раллийную версию Škoda Octavia Kit Car с двухлитровым атмосферным двигателем мощностью 264 л. с. и передним приводом, с которой принял участие в Кубке мира по ралли для 2-литровых автомобилей и в чемпионате Европы по ралли, где в 1998 году чешский пилот Эмиль Тринер смог одержать итоговую победу в переднеприводном классе «Формула 2» (F2). Частники использовали машину для участия в многочисленных турнирах рангом ниже и национальных чемпионатах, где смогли на Octavia Kit Car завоевать 58 подиумов (включая 19 побед).
Следующим шагом стала подготовка полноприводной Škoda Octavia WRC с двухлитровым турбодвигателем мощностью 300 л. с., с которой заводская команда участвовала в чемпионатах мира по ралли 1999-2003 годов. Лучшим результатом на отдельном этапе стал бронзовый подиум немецкого раллиста Армина Шварца в ралли «Сафари» 2001 года. Octavia WRC много лет использовались частными пилотами в соревнованиях различного уровня, на модели было завоёвано 355 подиумов (включая 137 побед).
Кроме этого в 1998 году дебютировал кольцевой монокубок под названием Škoda Octavia Cup, просуществовавший до 2010-го, в нём принимали участие Octavia RS первого и второго поколений. После перерыва, в 2016 году произошло возрождение серии, уже на «Октавиях» третьего поколения. Все пилоты турнира стартовали на специально доработанных переднеприводных Škoda Octavia RS с 280-сильным турбодвигателем 2.0 TFSI и 6-ступенчатой DSG. Последний сезон — 2018.
В России на Škoda Octavia RS много лет выступают участники во всероссийском любительском чемпионате RHHCC (Russian Hot Hatch Club Championship) по дисциплине Time attack, неоднократно завоёвывались призовые места в разных классах по итогам года.

## Видеообзоры
Новая Skoda Octavia RS (245 h.p.) | Большой обзор, сравнение, разгон 0-100. Time To Drive (TTD)
ШКОДА ОКТАВИЯ 190 Л.С. НЕУЖЕЛИ ЛУЧШАЯ В СВОЕМ КЛАССЕ ??? ProDrive
Октавия за 4 млн. «У меня не было выхода» RASKAT SPB
Очень жирная Octavia 2.0 TSI Такую Октавию я ещё не видел. AcademeG DailyStream